# Jean-Baptiste Le Carpentier
Jean-Baptiste Le Carpentier (Helleville, Normandia, 1 de juny de 1759 - Mont-Saint-Michel, Normandia, 27 de gener de 1829) va ser un polític normand.

## Biografia
Abans de la Revolució

Jean-Baptiste Lecarpentier era fill de Marin Lecarpentier (1723-1796), un ric pagès del Cotentin i funcionari públic de l'ajuntament d'Helleville, i tenia com a germà Augustin-René Lecarpentier (1762-1846), rector de Flamanville.
Els seus pares el van enviar al seminari menor de Valognes. Als 17 anys es va incorporar a un notari valones com a secretari.

## Sota la Revolució
El 1789, després d'haver comprat una oficina comercial, Jean-Baptiste Le Carpentier era agutzil a Valognes. Entusiasta de les idees revolucionàries, va crear una societat popular, Els Amis de la Constitution. L'any 1790 ingressà al consell municipal i fou nomenat cap de la guàrdia nacional local. El 1792 va ser elegit membre del Consell de la Manxa i diputat de la Convenció. S'asseu al costat dels Montagnards, hostil als Girondíns. Durant el judici de LLuís XVI, va votar a favor de la mort del rei. L'agost de 1793, la Convenció el va enviar a una missió per activar el reclutament als departaments de la Manche i l'Orne. Responsable de la defensa de Granville contra l'exèrcit de la Vendée, va instar la població a resistir durant el setge de la ciutat al novembre. També va organitzar la defensa de Cherbourg i Saint-Lô.

## La reacció termidoriana
Enviat en missió a Port-Malo, s'assabentà de la caiguda de Robespierre el 13 de Termidor any II (31 de juliol de 1794) i envià una proclamació el 17 a la Convenció Nacional d'alegria parcial. Va ser revocat per ordre del Comitè de Seguretat Pública el dia 19. La muntanya va atacar, va invocar en la seva defensa la resistència i l'organització posada en marxa durant el setge de Granville. Va ser arrestat després de la insurrecció del 1r Prairial Any III i va ser empresonat al "Château du Taureau" amb Bourbotte, Duroy, Duquesnoy, Goujon, Romme, Soubrany. Le Carpentier evita el destí d'aquests últims que són executats i coneguts com els "últims alpinistes" o "els màrtirs de Prairial". Després és traslladat a una presó de Brest. Quan la Convenció es va separar el 26 d'octubre de 1795, es va beneficiar d'una amnistia votada per l'Assemblea. El muntanyenc va tornar a Valognes on va obrir una consultoria jurídica.

## Sota la Restauració
Al retorn dels Borbons, s'exilià com a regicidi el 1816; va trobar refugi a l'illa de Guernsey, però va ser rebutjat per les autoritats britàniques. Le Carpentier torna clandestinament al Canal, amagat al cantó de Pieux. El prefecte de la Manche, Charles-Achille de Vanssay, i la ministra de policia, Élie Decazes, li van posar preu al cap. Intenten subornar a hipotètics còmplices de l'antiga convenció. Un pagès és condemnat a divuit anys de presó per haver-lo acollit. Després de tres anys d'investigació, va ser detingut, amb el seu fill, a casa d'un camperol de la regió de Cherbourg, el 7 de novembre de 1819. Segons les informacions de la prefectura, Le Carpentier donava lliçons a joves del camp dels voltants i s'havia convertit en l'home de confiança de molts pagesos. També esmenta el comportament sediciós:
| « | "Le Carpentier va intentar difondre els principis culpables als cantons on s'havia refugiat i va procurar inspirar alarma i preocupació als habitants crèduls que li donaven asil per les intencions del govern del rei pel que fa a les vendes, els dominis nacionals, la restauració del delme. , drets feudals, [...]". | » |

El prefecte de Vanssay, escandalitzat, afegeix que sembla cert que va ser l'instigador de les divisions que van esclatar en algunes comunes. Condemnat a cadena perpètua, va morir a la presó de Mont-Saint-Michel. El registre de catolicitat de l'antic diputat descriu que va ser enterrat civilment en presència de diverses persones; a nota bene escriu: «Aquesta brutícia horrible va morir com vivia».
| « | "Com que no va poder donar cap senyal de penediment abans de morir, va morir sense els sagraments; va ser enterrat civilment. Hem cregut necessari, abans de lliurar les horribles restes d'aquest monstre als cucs, tallar-li el cap per estudiar-lo segons el sistema de Gall". | » |

El seu cos està enterrat al cementiri d'Ardevon i el seu crani es conserva en un lloc desconegut a Mont-Saint-Michel.